# قلعه تشانوف

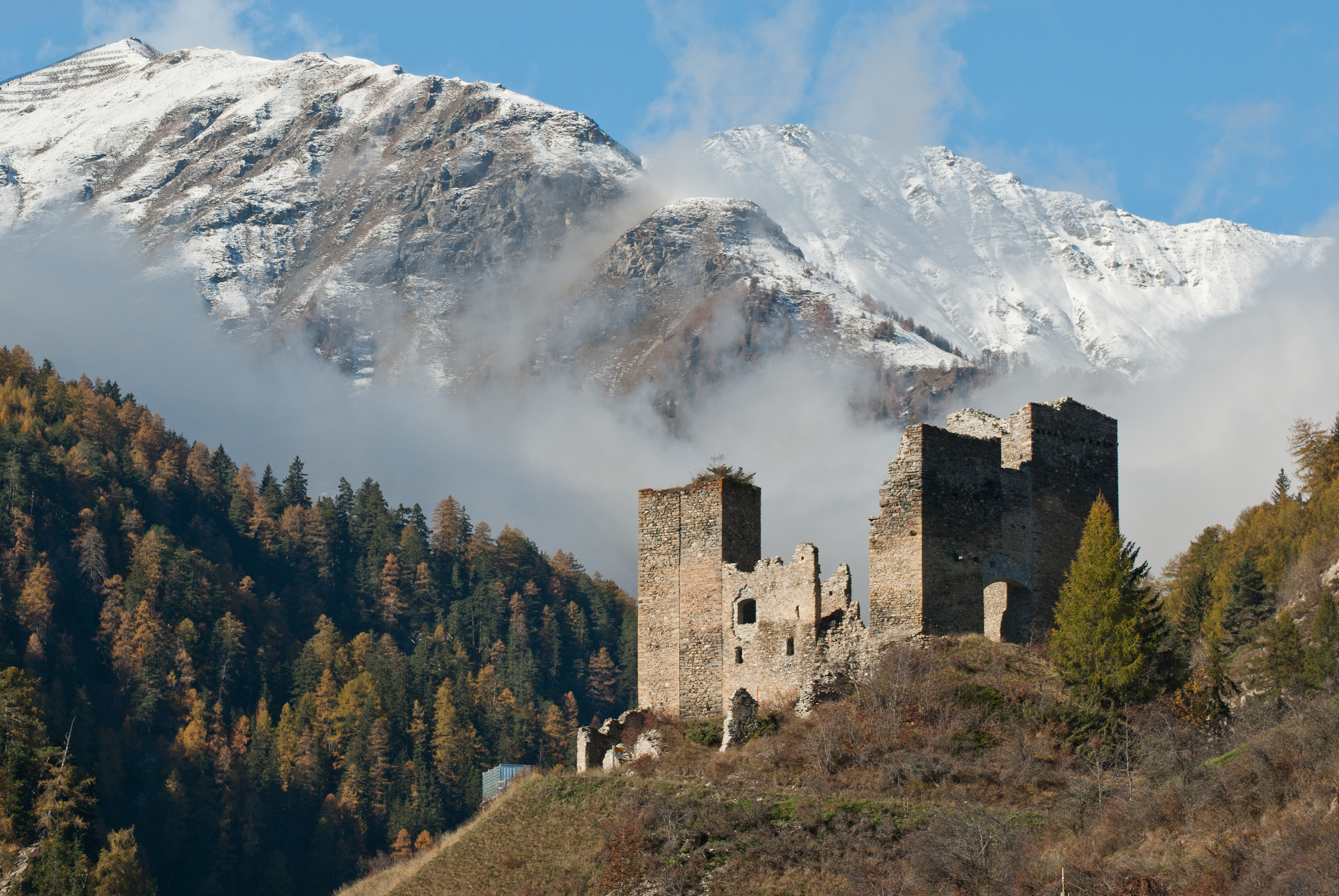
قلعه تشانوف، در پس‌زمینه هم کوه پیز اسپالدا دیده می‌شود.

قلعه تشانوف (به انگلیسی: Tschanüff Castle) قلعه مخروبه‌ای در بخش روماسچ از کانتون گراوبوندن در سوئیس است. این قلعه از لحاظ اهمیت جزو میراث سوئیس با اهمیت ملی به شمار می‌آید.